# Trofeo Conde de Godó de Vela
El Trofeo Conde de Godó es una competición de vela que se celebra en Barcelona (España), organizada por el Real Club Náutico de Barcelona. Se disputa en tres jornadas con siete mangas programadas. 
Desde 2019 forma parte del Circuito Mediterráneo de Vela, que incluye también el Trofeo Su Majestad la Reina, que organiza el Real Club Náutico de Valencia, y Sail Racing PalmaVela, que organiza el Real Club Náutico de Palma.

## Historia
Se creó en 1973 por iniciativa de Carlos Godó Valls, segundo Conde de Godó, por entonces presidente del Real Club Náutico de Barcelona. El trofeo es una copa de plata fabricada por la joyería Soler-Cabot de Barcelona. Carlos Godó Valls encargó a Jorge Soler Cabot, propietario de la joyería y entonces presidente del Real Club de Tenis Barcelona, la realización de las copas primero del Torneo Conde de Godó de tenis y después del de vela.